# Ludwig Büchner
Friedrich Karl Christian Ludwig Büchner (Darmstadt, Alemanya, 29 de març del 1824 - 1 de maig del 1899) va ser un filòsof alemany, fisiòleg i metge que es va convertir en un dels màxims exponents del materialisme científic del segle xix. Era germà de Georg Büchner, famós dramaturg.

## Biografia
Büchner va estudiar física, química, botànica, mineralogia, filosofia i medicina a la Universitat de Giessen (1842-1848) on es va graduar el 1848 amb una dissertació titulada Beiträge zur Lehre von einem Hall'schen Nervensystem excitomotorischen (contribucions a la teoria d'un Hallerian Sistema Nerviós excitomotrices). Posteriorment, va continuar els seus estudis a la Universitat d'Estrasburg, de la Universitat de Würzburg (on va estudiar patologia amb Rudolf Virchow) i a la Universitat de Viena. En 1852 es va convertir en professor de medicina a la Universitat de Tübingen, on va publicar la seva gran obra Kraft und Stoff: Empirisch-naturphilosophische Studien (força i matèria: estudis empiricofilosòfca, 1855). En aquest treball, producte d'un entusiasme fanàtic per la humanitat, va tractar de demostrar la indestructibilitat de la matèria i la força, i la finalitat de la força física. El materialisme extrem d'aquest treball emocionat tanta oposició que es va veure obligat a renunciar al seu lloc a Tübingen. Es va retirar a Darmstadt, on va exercir com a metge i va contribuir regularment a les revistes de patologia i fisiologia.
Va continuar el seu treball filosòfic en defensa del materialisme, i publica Natur und Geist (natura i ànima, 1857), Aus Natur und Wissenschaft (De la natura i la ciència, vol I, 1862; ... Vol II, 1884), Der Fortschritt Natur und Geschichte en im Licht der Theorie Darwinschen (El progrés en la naturalesa i la història a la llum de la teoria de Darwin, 1884), Tatsachen Theorie und aus dem Leben der Gegenwart naturwissenschaftlichen, Fremde eigen und aus dem Leben der Gegenwart geistligen, Darwinismus und Socialismus (1894), Im Dienst der Wahrheit (Al servei de la veritat, 1899).
El materialisme de Ludwig Büchner fou el substrat per al moviment lliurepensador a Alemanya. El 1881 va fundar a Frankfurt del Main la "Lliga de Lliurepensadors alemanya" ("Deutsche Freidenkerbund"), on els ateus van reunir per primera vegada junts en públic en aquest país.

## Pensament filosòfic
A l'hora de valorar la filosofia de Büchner s'ha de recordar que ell era sobretot fisiòleg, no un metafísic. Matèria i la força (o energia) són infinits, la conservació de la força es desprèn de la indestructibilitat de la matèria, el fonament últim de tota ciència. Així doncs, Büchner no sempre aclareix la seva teoria de la relació entre la matèria i la força. Al mateix temps refusa a explicar, però en general assumeix que totes les forces naturals i espirituals que resideixen en la matèria. De la mateixa manera que una màquina de vapor, diu en Kraft und Stoff (7a ed., pàg. 130), produeix moviment; l'intricat complex orgànic de la substància vivent que hi ha en un organisme animal produeix una suma total de certs efectes, que, quan s'uneixen en una unitat, les persones anomenen ment, ànima o pensament. Aquí es postula la força i la ment com emanacions de la matèria original, un monisme materialista. Però en altres parts de la seva obra suggereix que ment i matèria són dos aspectes diferents del que és la base de totes les coses, un monisme que no és necessàriament materialista. Büchner s'interessà menys per a establir una metafísica científica que en protestar contra l'idealisme romàntic dels seus predecessors i les interpretacions teològiques de l'univers. La naturalesa, segons ell, és purament física, i no té cap propòsit, ni voluntat, ni lleis imposades per una autoritat estranya, sense una sanció ètica sobrenatural.